# Атанас Пенев
Атанас Пенев (роден 27 февруари 1971) е български музикант. От август 1993 г. е вокалист на българската рокгрупа Б.Т.Р.

## Биография
Първоначално Пенев е хорист в Представителния ансамбъл на Строителни войски. Пее като вокал на група „Сателит“, а след това на група „Бард“, които впоследствие основават студио „Графити“. Първият албум на Б.Т.Р. с вокал Наско Пенев носи името „Feel the Life“ и е в стил хевиметъл. Сред хитовете му заедно с Б.Т.Р. са: „Елмаз и стъкло“, „Цвете от Луната“, „Надежда“, „Нощни влакове“, „Easy Livin“, „July morning“, „Free me“. С групата изнася над 500 концерта.
За песента „Цвете от Луната“ Б.Т.Р. печели първа награда на фестивала „Ардас“ в Гърция и на фестивала „Рок-експлозия“ в Бургас.
Групата е отличена с награда от престижния фестивал „Golden Stag“, Румъния. Има брат Димитър Пенев.
Озвучава и песните в продукциите на Дисни, измежду които са анимационния филм „Омагьосаният император“, сериалът „Клуб Маус“ и трите филма от поредицата „Аладин“.
През 2024 г. участва в 12-ия сезон на телевизионното предаване „Като две капки вода“.